# Smażenie w głębokim tłuszczu

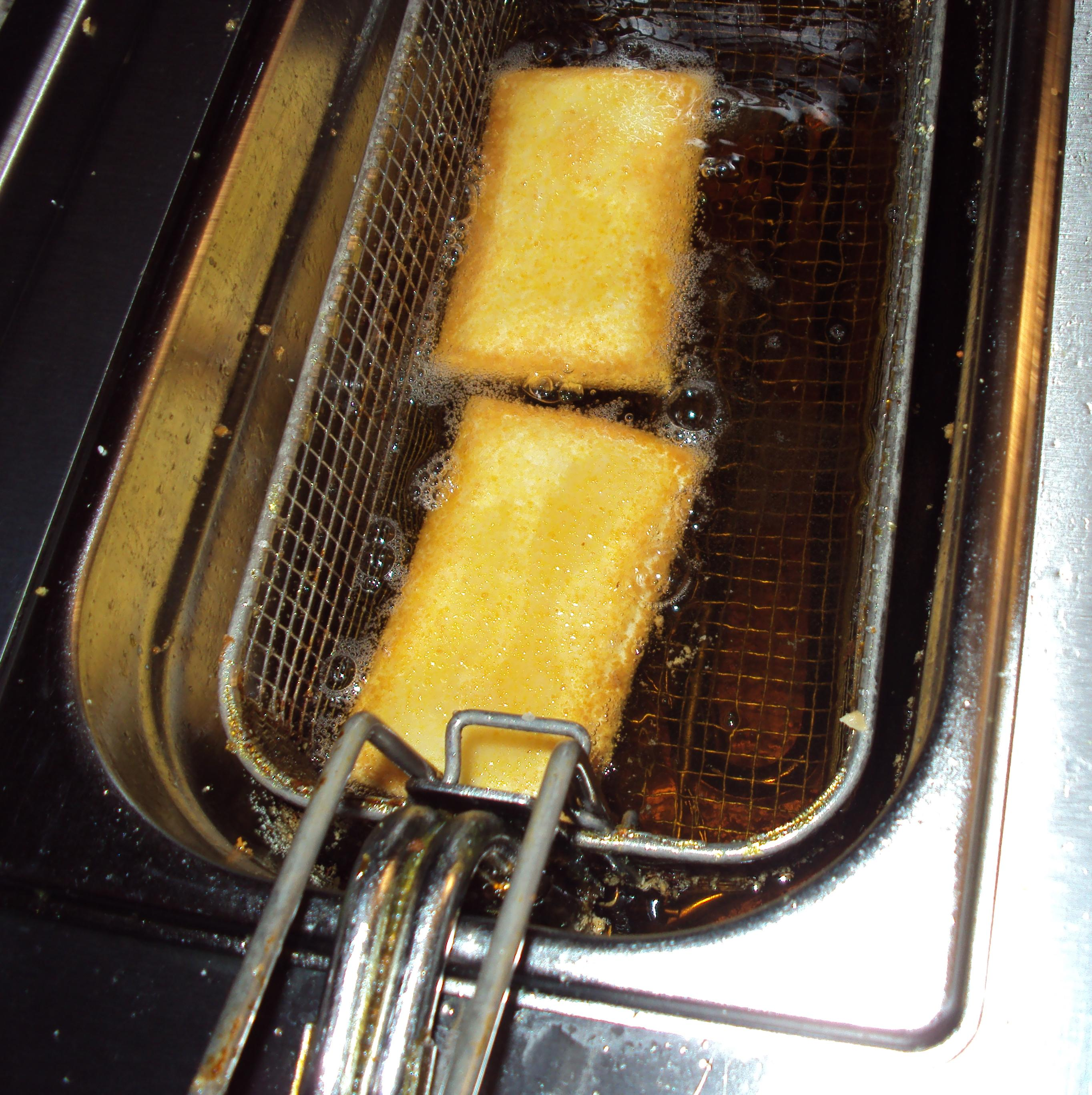
Smażenie kaassoufflé (holenderska przekąska) w głębokim tłuszczu

Smażenie w głębokim tłuszczu (smażenie zanurzeniowe, głębokie smażenie, smażenie na głębokim tłuszczu) – technika termicznej obróbki żywności, polegająca na smażeniu jej w oleju, fryturze, smalcu lub klarowanym maśle o głębokości większej niż grubość (wysokość) danego produktu. Stosowana jest zarówno w tradycjach zachodnich, jak i azjatyckich.
W kuchni chińskiej ten rodzaj smażenia oznaczany jest odrębnym znakiem (炸). W kuchniach dalekowschodnich do smażenia używa się woku o okrągłym dnie, co pozwala na znacznie mniejsze zużycie tłuszczu.
Przykłady typowych potraw przygotowywanych w ten sposób:
- pączki
- faworki
- frytki
- kalmary w cieście
- mekici

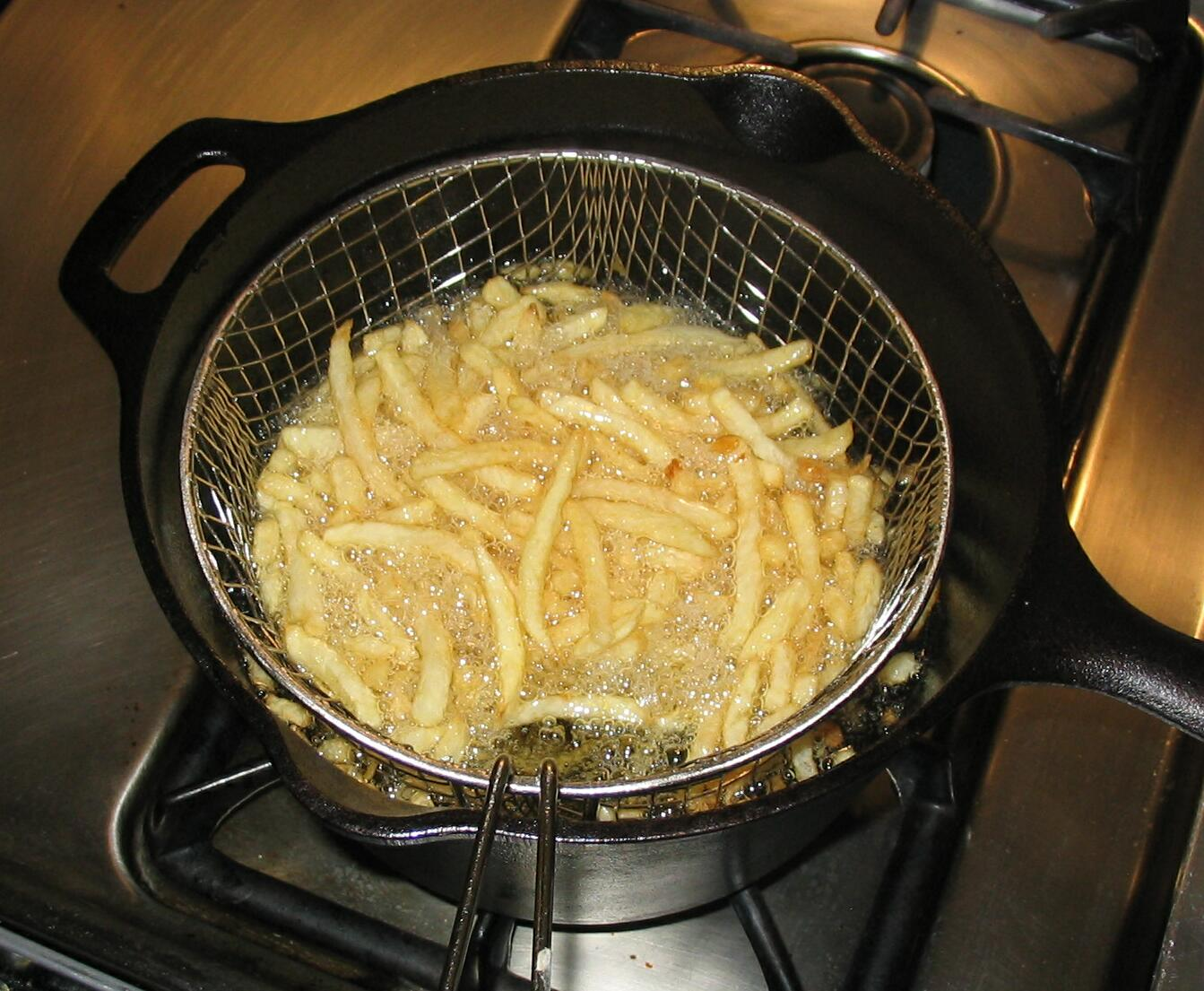
Smażenie frytek
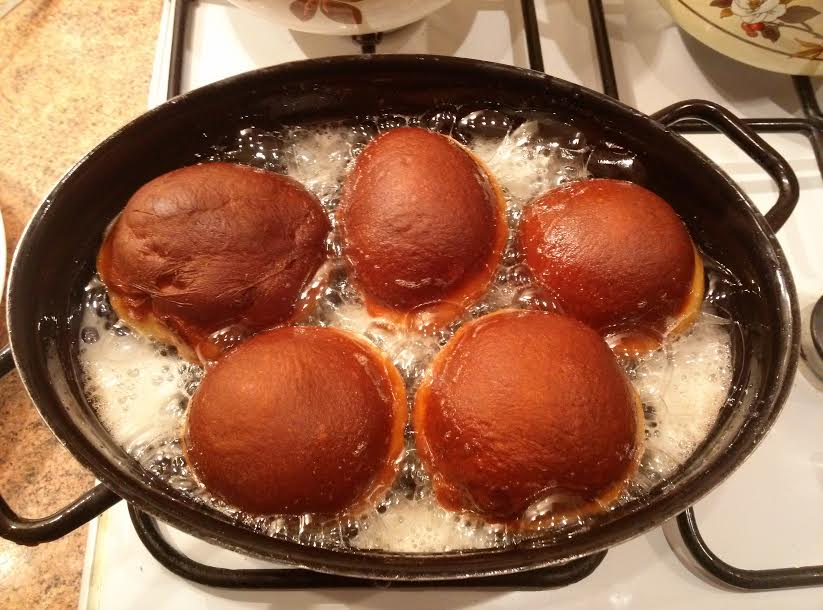
Smażenie pączków
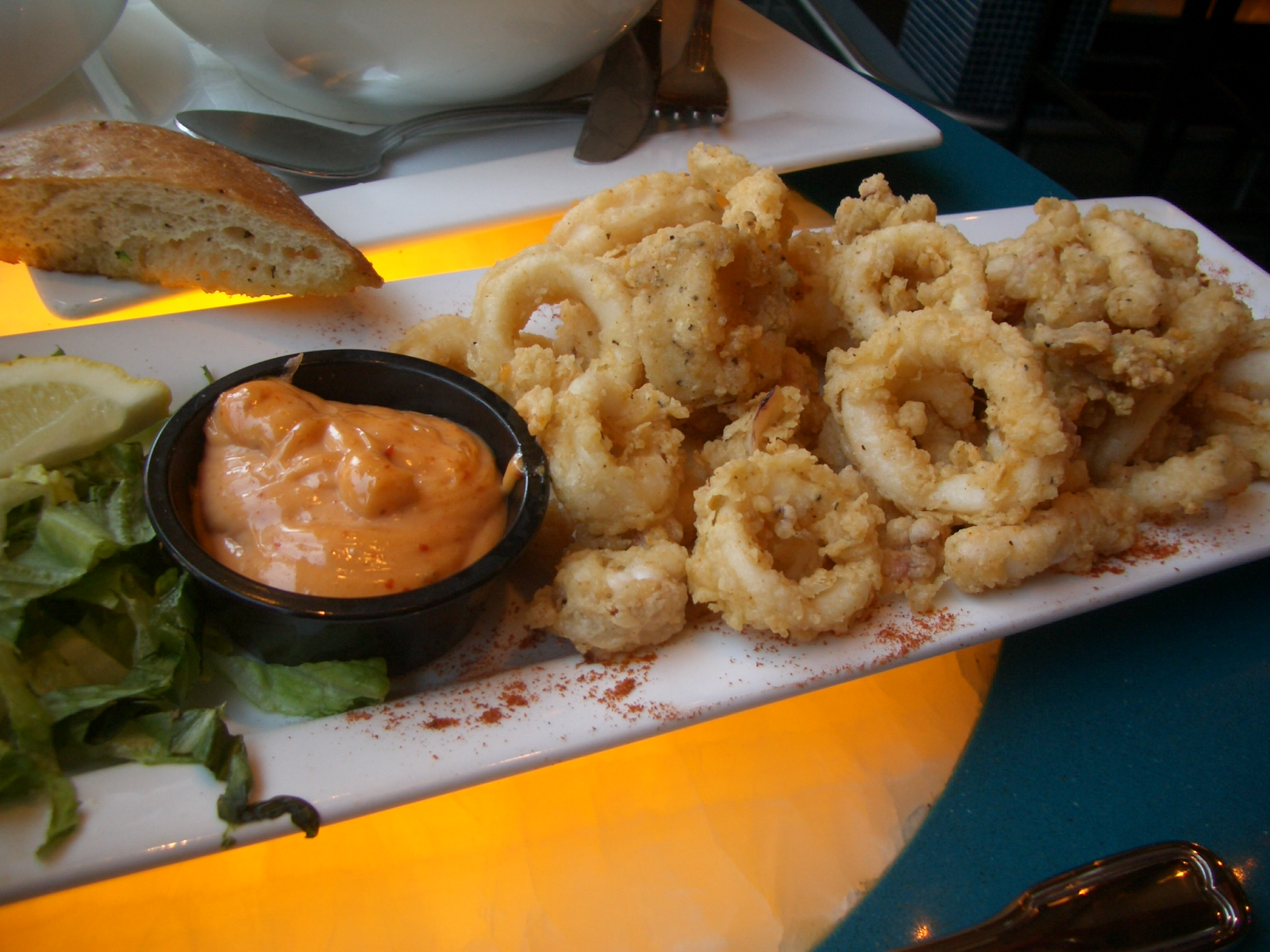
Smażone kalmary